# Suzanna Randall

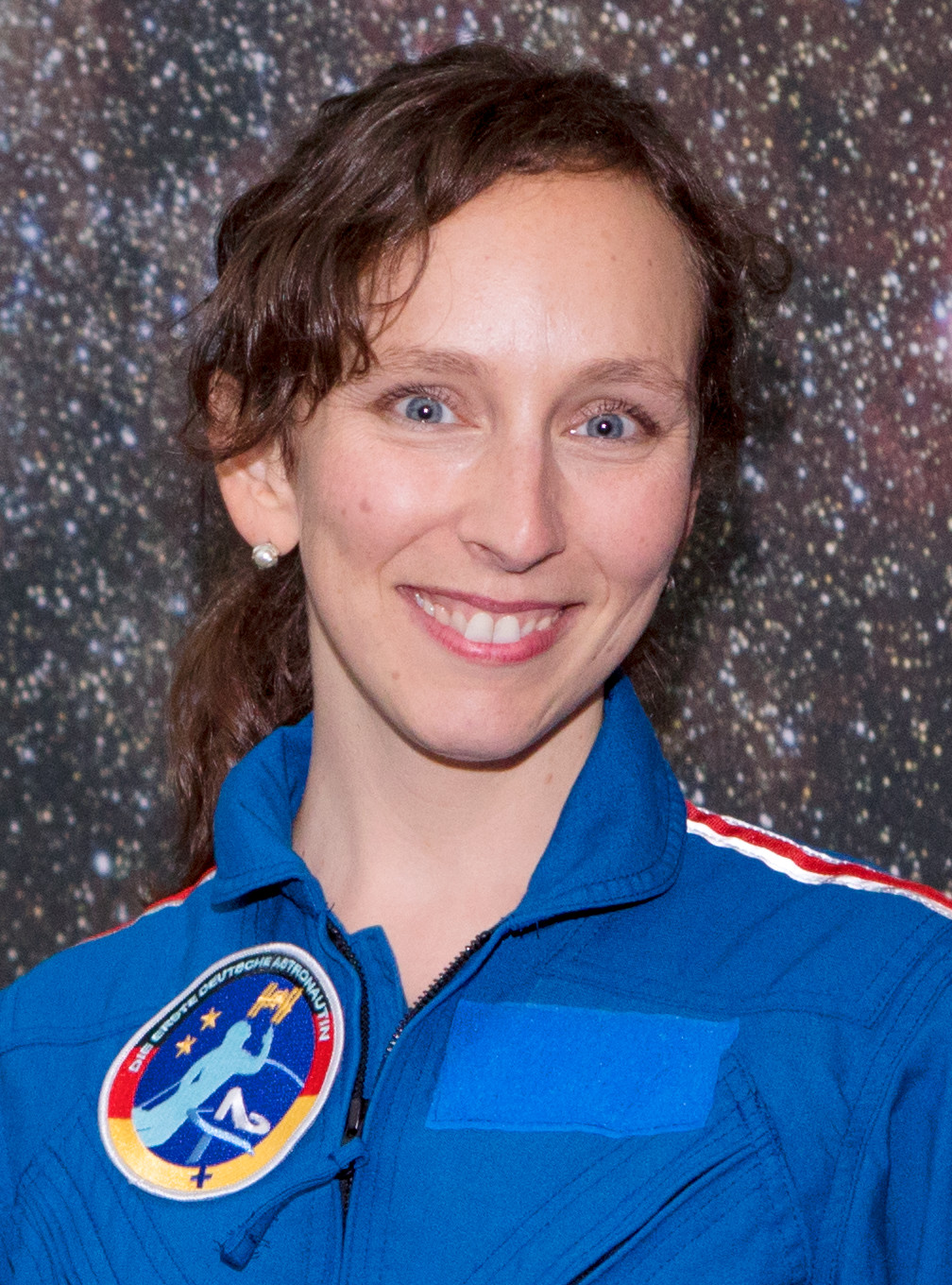
Suzanna Randall (2018)

Suzanna Randall (* 6. Dezember 1979 in Köln) ist eine deutsche Astrophysikerin. Sie nahm im Rahmen der privaten Initiative Die Astronautin an Ausbildungseinheiten zur Astronautin teil, der geplante Aufenthalt auf der ISS konnte nie verwirklicht werden.

## Biografie
Randall wuchs im Bergisch Gladbacher Ortsteil Gierath auf und machte 1998 Abitur auf dem Dietrich-Bonhoeffer-Gymnasium in Bergisch Gladbach. Sie studierte 1998 bis 2002 Astronomie am University College London und machte ihren Master-Abschluss mit einer Arbeit über pulsierende blaue Unterzwergsterne. Von 2002 bis 2005 war sie Doktorandin der Astrophysik an der Universität Montreal in Kanada bei Gilles Fontaine und schloss 2006 ihre Dissertation mit dem Titel Asteroseismological Studies of Long- and Short-Period Variable Subdwarf B Stars ab. Von 2006 bis 2009 war sie Fellow bei der ESO Garching, mit Einsatz am Very Large Telescope (VLT) in Chile. Von 2009 bis 2010 war sie wissenschaftliche Mitarbeiterin für das VLT bei der ESO Garching.
Seit 2010 ist sie Wissenschaftlerin am europäischen ALMA Regional Center (ARC) bei der ESO Garching. Das Regionalzentrum unterstützt die europäischen Nutzer und den wissenschaftlichen Betrieb des ALMA-Observatoriums. Randall hat dort im Lauf der Jahre verschiedene Aufgaben wahrgenommen. Sie ist als Subsystem-Spezialistin für Software zuständig, welche die Datenqualität prüft, außerdem übernimmt sie Schichten als diensthabende Astronomin am Teleskop in Chile, beantwortet Benutzeranfragen und unterstützt die Vorbereitung von Beobachtungen. Rund 20 % der Arbeitszeit stehen dabei für wissenschaftliches Arbeiten zur Verfügung. Seit 2023 moderiert sie die YouTube-Serie Chasing Starlight der ESO und ist Co-Autorin der Inhalte.
In ihrer Freizeit geht sie Bergsteigen, Gleitschirmfliegen und Tauchen. Sie spielt Klavier und ist Chorsängerin.

## Teilnahme anDie Astronautin
Als Teenager wollte Suzanna Randall die erste Frau auf dem Mars sein. Sie hatte sich bei der Astronauten-Auswahl der Europäischen Weltraumorganisation (ESA) 2008/2009 erfolglos beworben. 2016 bewarb sie sich als eine von 400 Teilnehmerinnen bei der privat finanzierten Initiative Die Astronautin, die erstmals eine Frau zur deutschen Astronautin machen wollte. Ziel war ein Kurzzeitaufenthalt von etwa zehn Tagen auf der ISS spätestens im Jahr 2019. Der rund 50 Millionen Euro teure Flug sollte durch Spenden und die Stiftung „Erste deutsche Astronautin gGmbH“ finanziert werden. Nachdem zuerst Nicola Baumann und Insa Thiele-Eich im April 2017 ausgewählt worden waren, schied Nicola Baumann im Dezember 2017 freiwillig aus. 
Im Februar 2018 wurde Randall als Nachrückerin ausgewählt. Für die nebenberuflich Teilnahme an Ausbildungseinheiten und Öffentlichkeitsarbeit für das Vorhaben reduzierte sie ihre Stelle bei der ESO um 30 %. Zu den durchgeführten Trainings gehörten Unterwassersimulation, Zentrifuge und Parabelflüge. Sie nahm Flugstunden und erhielt einen Flugschein als Privatpilotin. 2021 absolvierte sie ein Höhlentraining in der Mühlbachquellhöhle. Wegen mangelnder Finanzierung wurde der geplante Aufenthalt auf der ISS mehrfach verschoben. 2024 wurde die Stiftung erste deutsche Astronautin liquidiert. Daher ist nicht damit zu rechnen, dass Suzanna Randall auf absehbare Zeit zur ISS fliegen könnte.

## Medien-Auftritte (Auswahl)
Randall trat zunächst im Rahmen von Öffentlichkeitsarbeit für Die Astronautin auf, engagiert sich aber seither auch eigenständig als Moderatorin und Autorin im Bereich Wissenschaftskommunikation.
- Randall trat im November 2018 als Kandidatin bei der Fernsehsendung Ich weiß alles! auf.
- Seit September 2020 präsentiert Randall auf dem ZDF-Youtube-Kanal Terra X Lesch & Co wissenschaftliche Themen im Wechsel mit oder als Co-Moderatorin von Harald Lesch.[7]
- 2022 und 2023 gestaltete und moderierte sie auf BR-Klassik den Wissens-Podcast „Kosmos Musik“ mit zwei Staffeln und insgesamt 18 Episoden.[21]

## Forschungsschwerpunkt
Forschungsschwerpunkt von Randall ist die Evolution von Sternen. Sie forscht zur Pulsation von heißen, kompakten Sternen, den Blauen Unterzwergen. Außerdem untersucht sie Sterne in Kugelsternhaufen, insbesondere deren Sternatmosphäre. Im Kugelsternhaufen Omega Centauri fand sie eine neue Klasse pulsierender Unterzwerge mit höherer Temperatur als bisher bekannte.

## Veröffentlichungen (Auswahl)

### Bücher
- Unser Weg ins Weltall (mit Insa Thiele-Eich). Verlag Friedrich Oetinger, Hamburg 2021, ISBN 978-3-789-12132-6
- Abenteuer Raketenstart (mit Insa Thiele-Eich). Verlag Friedrich Oetinger, Hamburg 2021, ISBN 978-3-789-12135-7
- Wellenreiten im Weltall. Gräfe und Unzer Verlag, München 2022, ISBN 978-3-833-88380-4

### Wissenschaftliche Artikel
- S. K. Randall, G. Fontaine, S. Geier, V. Van Grootel, P. Brassard: Mode identification based on time-series spectrophotometry for the bright rapid sdB pulsator EC 01541−1409. In: Astronomy & Astrophysics. Band 563, März 2014, ISSN 0004-6361, S. A79, doi:10.1051/0004-6361/201323209.
- Marilyn Latour, Suzanna K. Randall, Annalisa Calamida, Stephan Geier, Sabine Moehler: SHOTGLAS: I. The ultimate spectroscopic census of extreme horizontal branch stars in ω Centauri. In: Astronomy & Astrophysics. Band 618, Oktober 2018, ISSN 0004-6361, S. A15, doi:10.1051/0004-6361/201833129.
- I. A. Smith, S. D. Ryder, R. Kotak, E. C. Kool, S. K. Randall: ALMA, ATCA, and Spitzer Observations of the Luminous Extragalactic Supernova SN 1978K. In: The Astrophysical Journal. Band 870, Nr. 2, 10. Januar 2019, ISSN 0004-637X, S. 59, doi:10.3847/1538-4357/aaf1a3.
- S. K. Randall, A. Trejo, E. M. L. Humphreys, H. Kim, M. Wittkowski, D. Boboltz, S. Ramstedt: Discovery of a complex spiral-shell structure around the oxygen-rich AGB star GX Monocerotis. In: Astronomy & Astrophysics. Band 636, April 2020, ISSN 0004-6361, S. A123, doi:10.1051/0004-6361/201935787.

## Dokumentation
- Traumberuf Astronautin: Suzanna Randall greift nach den Sternen, Bayerischer Rundfunk, 2019[24]